# Jenkina glabra
Jenkina glabra är en svampdjursart som beskrevs av Brøndsted 1931. Jenkina glabra ingår i släktet Jenkina och familjen Jenkinidae. Inga underarter finns listade i Catalogue of Life.